# 施蒂利亚大奖赛
施蒂利亞大獎賽（德語：Großer Preis der Steiermark）是一級方程式賽車比賽其中一個分站。第一次比賽在2020年7月12日舉行，在紅牛賽道舉行。大獎賽名稱來自於賽道所在地奥地利的聯邦州州。

## 歷史

### 2020年
因应2019冠状病毒病疫情的影响，2020年世界一级方程式锦标赛的赛历做出大幅更改，新增了本站赛事。该赛事與奧地利大獎賽相同，皆在紅牛賽道進行。

### 2021年
原定只會舉辦2020年一屆的賽事，但因应2019冠状病毒病疫情的影响，再次在2021年世界一级方程式锦标赛新增了本站赛事。

## 賽事名稱
- 倍耐力施蒂利亚大奖赛（Pirelli Großer Preis der Steiermark）2020
- BWT（英语：BWT AG）施蒂利亚大奖赛（BWT Großer Preis der Steiermark）2021

## 歷屆冠軍
| 年度 | 車手            | 車隊      | 賽道     | 報告 |
| ---- | --------------- | --------- | -------- | ---- |
| 2021 | 馬克斯·維斯塔潘 | 红牛–本田 | 紅牛賽道 | 報告 |
| 2020 | 路易斯·漢米爾頓 | 梅赛德斯  | 紅牛賽道 | 報告 |